# Ago Agaj
Ago Agaj (ur. 7 marca 1897 w Ramicë, zm. 24 grudnia 1994 w Clearwater) – albański agronom.

## Życiorys
Ago Agaj swoją naukę podstawową ukończył w tureckojęzycznej szkole podstawowej we Wlorze, następnie naukę kontynuował w Wiedniu, gdzie ukończył studia w zakresie inżynierii agronomicznej; specjalizował się na terenie należącego ówcześnie do Niemiec Górnego Śląska. Pracował następnie na terenie Polski i Mołdawii.
W 1919 roku wrócił do Albanii, gdzie wziął udział w bitwie o Wlorę, następnie wyjechał do Niemiec, gdzie w latach 1920-1923 pracował z profesorem Uniwersytetu Kolońskiego Ernstem Nowakiem, z którym sporządzał mapy geograficzną, topograficzną i geologiczną Albanii. Rok później wszedł w skład Komisji ds. ostatecznego ustalenia nomenklatury mapy Albanii.  Również na zlecenie holenderskiego przedsiębiorstwa Shell wziął udział w eksploracji gleb; był obecny na otwarciu pierwszego szybu naftowego w Albanii.
W Albanii pracował w Ministerstwie Rolnictwa jako agronom we Wlorze, następnie w Szkodrze, Beracie, Gjirokastrze i Delvinie; również był dyrektorem Szkoły Rolniczej w Lushnji.
Był przeciwnikiem władzy króla Zoga I; w 1936 roku został skazany na dożywocie za działalność antyzogistyczną. Został wypuszczony na wolność przez włoskie władze; wkrótce rozpoczął pracę jako agronom w albańskim Ministerstwie Gospodarki Narodowej, następnie pełnił funkcję ministra rolnictwa. Działał następnie w Balli Kombëtar oraz był burmistrzem Mitrowicy, gdzie zorganizował lokalną żandarmerię i otworzył albańskojęzyczne szkoły, jednocześnie walczył przeciwko czetnikom. Uratował około 4 tysięcy Romów mieszkających w terenie Mitrowicy, próbując przekonywać niemieckie władze, że Romowie są pochodzenia egipskiego.
Po kapitulacji Włoch został mianowany ministrem gospodarki.
W listopadzie 1944 opuścił Albanię; mieszkał początkowo we Włoszech i Austrii, a przez następne 20 lat mieszkał w Egipcie; w latach 60. z powodu prosowieckiej polityki Egiptu, wyemigrował ostatecznie do Stanów Zjednoczonych.

## Książki
- Lufta e Vlorës (1969)[2][3][1]

## Życie prywatne
Jego ojcem był Shero Emin Agaj, albański działacz niepodległościowy.
Poza językiem albańskim, deklarował również znajomość języka niemieckiego, francuskiego, włoskiego, arabskiego, tureckiego i greckiego.